# Unterseeboot 876
Le Unterseeboot 876 (ou U-876) est un sous-marin allemand utilisé par la Kriegsmarine pendant la Seconde Guerre mondiale.

## Historique
L'U-876 reçoit sa formation de base dans la 4. Unterseebootsflottille à Stettin en Allemagne  et reste dans cette flottille jusqu'au 3 mai 1945.
L'U-876 est endommagé par un bombardement aérien britannique le 9 avril 1945. Il est sabordé le 3 mai 1945 à Eckernförde répondant aux ordres de l'amiral Karl Dönitz (Opération Regenbogen).

Il est démoli en 1947.

## Affectations successives
- 4. Unterseebootsflottille du 24 avril 1944 au 3 mai 1945

## Commandement
- Kapitänleutnant Rolf Bahn du 24 avril 1944 au 5 mai 1945

## Navires coulés
L'U-876 n'a coulé, ni endommagé de navire car il ne prend part à aucune patrouille de guerre, étant en service que tard vers la fin de la guerre.

## Sources
- (en) U-876 sur le site Uboat.net